# Nátrium-kromát
A nátrium-kromát sárga színű kristályos anyag, képlete Na2CrO4.
Higroszkópos anyag, tetra-, hexa- és dekahidrátokat alkot. Mint minden vízoldható 6 vegyértékű krómvegyület, erősen mérgező és rákkeltő.

## Előállítása és reakciói
A krómércek feldolgozásának köztes terméke, azok nátrium-karbonáttal való pörkölésekor keletkezik.
{\displaystyle \mathrm {2\ Cr_{2}O_{3}+4\ Na_{2}CO_{3}+3\ O_{2}\rightarrow 4\ Na_{2}CrO_{4}+4\ CO_{2}} }
Ezzel a módszerrel a króm vízoldható állapotba kerül, így elkülöníthető a vas oxidjaitól. Általában kalcium-karbonátot is kevernek hozzá, hogy az oxigénfelesleg miatt a szilícium- és alumíniumtartalmú szennyeződések is oldhatatlanok maradjanak. A folyamat hőmérséklete körülbelül 1100 °C. Kisebb volumenű előállításához a krómércet nátrium-hidroxiddal vagy nitráttal hevítve már 350 °C is elegendő. Melléktermékként nátrium-dikromát is keletkezik, ami sok krómvegyület prekurzora. A króm(III)-oxid ipari előállításához nátrium-kromátot hevítenek kénnel.
Savak jelenlétében nátrium-dikromát keletkezik belőle:
{\displaystyle \mathrm {2\ Na_{2}CrO_{4}+2\ HCl\rightarrow Na_{2}Cr_{2}O_{7}+2\ NaCl+H_{2}O} }
Erősebb savak króm-trioxiddá alakítják:
{\displaystyle \mathrm {Na_{2}CrO_{4}+H_{2}SO_{4}\rightarrow CrO_{3}+Na_{2}SO_{4}+H_{2}O} }

## Felhasználása
A kőolajiparban korróziós inhibitorként alkalmazzák, a festékiparban pedig mint segédszínezék szerepel. A vörösvértestek térfogatának meghatározásához szintén használható az egészségügyben.
Bár az iparban alacsonyabb ára miatt elterjedtebb, higroszkópossága miatt a laborban ritkán használják. Legtöbbször kálium-kromáttal helyettesítik, mert az vízmentes formában is elértető. Szerves kémiai reakciókban az elsőrendű alkoholokat karbonsavakká, a másodrendűeket ketonokká oxidálja.

## Fordítás
Ez a szócikk részben vagy egészben  a   Sodium chromate című angol Wikipédia-szócikk ezen változatának fordításán alapul.  Az eredeti cikk szerkesztőit annak laptörténete sorolja fel. Ez a jelzés csupán a megfogalmazás eredetét és a szerzői jogokat jelzi, nem szolgál a cikkben szereplő információk forrásmegjelöléseként.